# Skadovsk
Skadovsk (em ucraniano:  Скадовськ, em russo:  Скадовск) é uma cidade da Ucrânia, situada no Oblast de Kherson. Tem 14,3 km² de área e sua população em 2020 foi estimada em 17.640 habitantes.